# Renato Russo
Renato Manfredini Júnior (Rio de Janeiro, 27 de março de 1960 – Rio de Janeiro, 11 de outubro de 1996), mais conhecido pelo nome artístico de Renato Russo, foi um cantor, compositor, produtor e multi-instrumentista brasileiro, célebre por ter sido líder, vocalista e fundador da banda Legião Urbana. Antes de fundar a banda, Renato integrou o grupo musical Aborto Elétrico, do qual saiu devido aos constantes desentendimentos com o baterista Fê Lemos. Adotou o sobrenome artístico Russo em homenagem ao inglês Bertrand Russell, ao suíço Jean-Jacques Rousseau e ao francês Henri Rousseau.
Renato morreu devido as complicações causadas pela AIDS em 11 de outubro de 1996, na época com 36 anos. Como integrante da Legião Urbana, Renato lançou oito álbuns de estúdio, cinco álbuns ao vivo, alguns lançados postumamente e diversos contos. Gravou ainda três discos solo e cantou ao lado de Herbert Vianna, Adriana Calcanhotto, Cássia Eller, Paulo Ricardo, Erasmo Carlos, Leila Pinheiro, Biquini Cavadão, 14 Bis e Plebe Rude. Em outubro de 2008, a revista Rolling Stone Brasil promoveu a Lista dos Cem Maiores Artistas da Música Brasileira, em que Renato Russo ocupa o 25.º lugar.

## Primeiros anos
Renato Manfredini Júnior era filho do economista Renato Manfredini e da professora de inglês Maria do Carmo de Oliveira, ambos paranaenses. Seus pais eram primos, pois seu avô paterno, Alberto Manfredini, era irmão mais novo de seu bisavô Alessandro Manfredini, avô materno de sua mãe. Os Manfredini eram imigrantes italianos originários da comuna de Sesto ed Uniti, na província de Cremona, que se instalaram no estado do Paraná. Seu avô materno, José Mariano de Barros Oliveira, era natural de Jaboatão dos Guararapes, Pernambuco. Um dos bisavós de sua avó materna, ou seja, seu tetravô, era Henry Armstrong, nascido na Irlanda.

### Infância
Renato nasceu na Ilha do Governador e até os seis anos de idade, viveu no Rio de Janeiro junto com sua família. Começou a estudar cedo no Colégio Olavo Bilac, na Ilha do Governador, zona norte da cidade. Nessa época teria escrito uma bela redação chamada "Casa velha, em ruínas…", que inclusive está disponível na íntegra. Em 1967, mudou-se com sua família para Nova Iorque, nos Estados Unidos, pois seu pai, funcionário do Banco do Brasil, fora transferido para uma agência do banco em Nova Iorque, mais especificamente para Forest Hills, no distrito do Queens. Foi quando Renato foi introduzido à língua e a cultura norte-americana. Em 1969, a família volta para o Brasil, indo Renato morar na casa de seu tio, na Ilha do Governador, Rio de Janeiro.

### Adolescência
Em 1973, a família trocou o Rio de Janeiro por Brasília, passando a morar na Asa Sul. Em 1975, aos quinze anos, Renato começou a atravessar uma das fases mais difíceis e curiosas de sua vida quando foi diagnosticado como portador de epifisiólise, uma doença óssea. Ao saber do resultado, os médicos submeteram-no a uma cirurgia para implantação de três pinos de platina na bacia. Renato sofreu duramente a enfermidade, tendo que ficar seis meses na cama, quase sem movimentos, e permanecendo ao todo cerca de um ano e meio em recuperação. Durante o período de tratamento, Renato teria se dedicado quase que integralmente a ouvir música, iniciando sua extensa coleção de discos dos mais variados estilos. Simultaneamente à cura da epifisiólise, passou no vestibular para Jornalismo, na Universidade de Brasília (UnB).
Em 13 de março de 1978 Renato foi escolhido entre os professores da Cultura Inglesa para saudar o então príncipe Charles, quando este participou da inauguração da nova sede da escola, ao visitar o Brasil naquele ano. Renato tinha apenas dezessete anos, mas seu inglês impecável lhe favoreceu no momento da escolha.
Aos dezoito anos, Renato revelou à sua mãe ser homossexual.
Entre os anos de 1978 e 1981, Renato Russo foi professor de língua e literatura inglesa na Cultura Inglesa. Era um professor muito procurado pelos pais de alunos, que pediam que seus filhos fossem matriculados para as suas aulas, mas foi demitido após alguns atritos entre ele e a direção. Na mesma época, trabalhou como repórter em um programa de rádio que defendia os direitos dos consumidores, o Jornal da Feira, produzido pelo Ministério da Agricultura. Renato ainda trabalhou na apresentação de um programa de rádio sobre os Beatles, numa rádio FM de Brasília em 1983.

## Vida pessoal

### Envolvimento com drogas e álcool
Renato Russo fazia uso de drogas desde a adolescência, mas,  durante sua trajetória na Legião Urbana, seu consumo de entorpecentes aumentou consideravelmente, bem como seu envolvimento com o álcool, chegando a atrapalhar os shows da banda, como relatou Dado Villa-Lobos.

### Sexualidade
Em entrevista ao jornalista José Augusto Lemos , à Revista Bizz em junho de 1990, Renato Russo declarou-se publicamente gay.. Mais tarde, porém, em jornais como Jornal do Brasil e Folha de S.Paulo, Renato disse ser pansexual, alegando “Faço parte de uma minoria, que não é tão minoria assim, ainda mais neste país. Me considero pansexual”.

### Paternidade
Renato Russo afirmava em entrevistas, que seu único filho era fruto de uma relação efêmera com uma fã, e que pouco depois do nascimento da criança, a mãe teria falecido num acidente de carro. Porém, somente depois da morte do músico, em matéria no programa Fantástico da Rede Globo, de 13 de outubro de 1996, veio à tona a verdadeira história: a criança fora adotada por Renato Russo, que posteriormente entregou para sua mãe, Maria do Carmo, criá-la. 
A partir de 1997, a mãe biológica, Raphaela Manuel Bueno, e os pais do cantor, travaram uma batalha jurídica para requerer a guarda definitiva da criança. O processo judicial foi encerrado somente em 2004 quando chegou ao STJ, com vitória da família de Renato Russo, que conseguiu manter a guarda do garoto até sua maioridade.

## Carreira

### 1978–81: Aborto Elétrico
Renato conheceu Fê Lemos numa festa em 1978 e tinham em comum gosto por punk rock inglês e norte-americano. Como eram raros punks em Brasília, ficaram amigos e começaram uma banda, Aborto Elétrico, junto de André Pretorius, filho de um embaixador da África do Sul, na guitarra, Renato Russo no baixo e Fê na bateria. Depois de realizarem seu primeiro show instrumental participaram do movimento punk em Brasília, através da Turma da Colina — apelido dados aos jovens filhos de professores e funcionários da UnB, que residiam na Colina, um conjunto de quatro edifícios projetados pelo arquiteto João Filgueiras Lima, destinados exclusivamente a esses funcionários. Punks se reuniam em points para tomar vinho barato, tocar música e cheirar benzina. Pretorius completou 18 anos no final de 1979 e teve que voltar para servir o exército na África do Sul. Renato passou para a guitarra e começou a cantar e ensinar baixo para o irmão de Fê, Flávio Lemos, que assumiu o cargo de baixista na banda. Pretorius voltou a tocar com a banda no final do ano de 1980, quando estava de férias, e Renato assumiu só os vocais. Quando voltou para a África, Pretorius foi substituído por Ico Ouro Preto, irmão de Dinho Ouro Preto. A partir dessa fase, em 1981, a banda evoluiu tecnicamente, começando a fazer shows mais profissionais, músicas como "Tédio (Com um T bem grande pra você)", "Que país é esse?" e "Veraneio Vascaína" evoluíram para temas como "Fátima", "Música Urbana" ou "Ficção Científica". Porém, logo quando estavam ganhando certa fama no circuito punk de Brasília, Fê e Renato brigaram, e a banda se separou.

### 1981–96:O Trovador SolitárioeLegião Urbana
Renato continuou como O Trovador Solitário, na qual cantava e tocava um violão de doze cordas sozinho, mas depois formou uma banda com Marcelo Bonfá na bateria e que, mais tarde, com Dado Villa-Lobos e Renato Rocha, formaram a banda Legião Urbana.
Suas principais influências eram as bandas de pós-punk que surgiram na época, mais especificamente com Robert Smith, vocalista do The Cure, e Morrissey, então vocalista da banda The Smiths, que eram inspirações de Renato Russo. Após os primeiros shows, Eduardo Paraná e Paulo Paulista saem da Legião. A vaga de guitarrista é assumida por Ico-Ouro Preto, que fica até o início de 1983. Seu lugar é assumido definitivamente por Dado Villa-Lobos, que criou a banda Dado e o Reino Animal, com Marcelo Bonfá, Dinho Ouro Preto, Loro Jones e o tecladista Pedro Thompson. A entrada de Dado consagrou a formação clássica da banda. À frente da Legião, que contou com o baixista Renato Rocha, entre 1984 e 1989, Renato Russo atingiu o auge de sua carreira como músico, criando uma relação com os fãs que chegava a ser messiânica. Os mesmos fãs chegavam a fazer um trocadilho com o nome da banda: "Religião Urbana". Renato desconsiderava e negava isso.
Renato Russo viveu no período da ditadura militar, um fator que influenciou significativamente tanto nas músicas, quanto nas suas atitudes perante a sociedade brasileira.

## Doença e Morte
Em fins de 1990, Renato Russo esteve internado numa clínica de desintoxicação no Rio de Janeiro, e realizou teste para HIV , e o resultado deu positivo. 
Após essa confirmação, segundo conta Dado Villa-Lobos em seu livro autobiográfico Memórias de um Legionário (2015), a rotina da banda foi redirecionada, tendo foco mais no trabalho em estúdio e menos em shows ao vivo,  o que de fato ocorreu nos anos seguintes à descoberta da nova condição de Renato Russo. Ainda segundo o guitarrista, o vocalista pediu sigilo absoluto sobre seu estado de saúde. Apenas a banda, o empresário Rafael Borges, alguns familiares e amigos íntimos mais próximos souberam, à época, a respeito do resultado deste exame. 

### Morte
Renato Russo faleceu no dia 11 de outubro de 1996, às 01h15 da madrugada, de doença pulmonar obstrutiva crônica, septicemia e infecção urinária — consequências da AIDS,  Deixou um filho, o produtor cultural Giuliano Manfredini, na época com apenas 7 anos de idade. O corpo de Russo foi cremado e suas cinzas foram lançadas no Sítio Roberto Burle Marx. Coincidentemente, o ex-baixista da Legião Urbana, Renato Rocha passeava com a namorada no momento do lançamento das cinzas e o pneu da sua moto furou em frente ao local. No dia 22 de outubro de 1996, onze dias após a morte do cantor, Dado Villa Lobos e Marcelo Bonfá, ao lado do empresário Rafael Borges, anunciaram o fim das atividades do grupo. Estima-se que a banda tenha vendido cerca de 20 milhões de discos no país enquanto ativos.

## Filmografia
Em 1999, o produtor Luiz Fernando Borges apresentou o projeto de um documentário para a família Manfredini, pedindo a autorização, e também sua participação, e todos concordaram. Em 2005, foi relatado que o projeto de um documentário já havia sido descartado, e que um filme por título Religião Urbana estava entrando em produção. Logo depois, a família recomendou que Renato não iria gostar do nome Religião, então o nome do filme foi alterado para Somos tão Jovens. Somos Tão Jovens, de Antônio Carlos da Fontoura, com roteiro de Marcos Bernstein e trilha sonora original de Carlos Trilha, retrata a adolescência de Renato Russo, interpretado pelo ator Thiago Mendonça, retratando o início de seu interesse pela música, abordando a criação e extinção do Aborto Elétrico, sua fase d'O Trovador Solitário e os dois primeiros anos da Legião Urbana. Distribuído pelas empresas Imagem Filmes e Fox Film Brasil, estreou nos cinemas no dia 3 de maio de 2013.
Um pouco depois, em 30 de maio, foi lançado Faroeste Caboclo, adaptação da canção homônima de Renato, dirigida por René Sampaio, com roteiro de Victor Atherino e Marcos Bernstein a partir da letra original, e com distribuição da Europa Filmes. No elenco, atuaram Fabrício Boliveira, como João de Santo-Cristo; Ísis Valverde, como Maria Lúcia; Felipe Abib, como Jeremias; e César Troncoso, como Pablo.
Em julho de 2018, começaram as gravações para a adaptação cinematográfica de "Eduardo e Mônica". Foram divulgados Gabriel Leone, como Eduardo e Alice Braga, como Mônica.

## Discografia
Com a Legião Urbana
- Legião Urbana (1985)
- Dois (1986)
- Que País É Este 1978/1987 (1987)
- As Quatro Estações (1989)
- V (1991)
- O Descobrimento do Brasil (1993)
- A Tempestade ou O Livro dos Dias (1996)
- Uma Outra Estação  (1997)

Solo
- The Stonewall Celebration Concert (1994)
- Equilíbrio Distante (1995)
- O Último Solo (1997)
- O Trovador Solitário (2008)

Coletâneas
- Série Bis (2000)
- Para Sempre (2001)
- Série Identidade (2002)
- Presente (2003)
- O Talento de Renato Russo (2004)
- Duetos (2010)
- Novo Millennium (2014)

Álbuns de tributo
- Renato Russo - Uma Celebração (2006)
- Concerto Sinfônico Legião Urbana - Rock in Rio (2012)

Participações
- Cidades em Torrente (1986), de Biquini Cavadão, na faixa "Múmias"
- Sete (1986), de 14 Bis, na faixa "Mais uma vez"
- Homem de Rua (1992), de Erasmo Carlos, na faixa "A Carta"
- Mais Raiva do que Medo (1993), de Plebe Rude, na faixa "Pressão Social"
- Rock Popular Brasileiro (1996), de Paulo Ricardo, na faixa "A Cruz e A Espada"

## Prêmios e indicações
| Prêmio                 | Ano  | Categoria                            | Indicado(s)                              | Resultado        | Ref.          |
| ---------------------- | ---- | ------------------------------------ | ---------------------------------------- | ---------------- | ------------- |
| MTV Video Music Brasil | 1996 | Escolha da Audiência                 | Renato Russo — "Strani Amori"            | Indicado         | [ 42 ]        |
| Prêmio Bizz            | 1986 | Melhor Vocalista Nacional (leitores) | Renato Russo                             | Venceu           | [ 43 ] [ 44 ] |
| Prêmio Bizz            | 1986 | Melhor Vocalista Nacional (crítica)  | Renato Russo                             | Venceu           | [ 43 ] [ 44 ] |
| Prêmio Bizz            | 1987 | Melhor Vocalista (leitores)          | Renato Russo                             | 2º lugar         | [ 45 ] [ 46 ] |
| Prêmio Bizz            | 1987 | Melhor Vocalista Nacional (crítica)  | Renato Russo                             | Venceu           | [ 45 ] [ 46 ] |
| Prêmio Bizz            | 1988 | Melhor Vocalista Nacional (leitores) | Renato Russo                             | Venceu           | [ 47 ] [ 48 ] |
| Prêmio Bizz            | 1988 | Melhor Vocalista Nacional (crítica)  | Renato Russo                             | Venceu           | [ 47 ] [ 48 ] |
| Prêmio Bizz            | 1988 | Melhor Letrista Nacional (leitores)  | Renato Russo                             | Venceu           | [ 47 ] [ 48 ] |
| Prêmio Bizz            | 1988 | Melhor Letrista Nacional (crítica)   | Renato Russo                             | Venceu           | [ 47 ] [ 48 ] |
| Prêmio Bizz            | 1989 | Melhor Vocalista Nacional (leitores) | Renato Russo                             | Venceu           | [ 49 ] [ 50 ] |
| Prêmio Bizz            | 1989 | Melhor Vocalista Nacional (crítica)  | Renato Russo                             | 3º lugar         | [ 49 ] [ 50 ] |
| Prêmio Bizz            | 1990 | Melhor Vocalista Nacional (leitores) | Renato Russo                             | Venceu           | [ 51 ] [ 52 ] |
| Prêmio Bizz            | 1990 | Melhor Vocalista Nacional (crítica)  | Renato Russo                             | Venceu           | [ 51 ] [ 52 ] |
| Prêmio Bizz            | 1990 | Melhor Letrista Nacional (leitores)  | Renato Russo                             | Venceu           | [ 51 ] [ 52 ] |
| Prêmio Bizz            | 1990 | Melhor Letrista Nacional (crítica)   | Renato Russo                             | 3º lugar         | [ 51 ] [ 52 ] |
| Prêmio Bizz            | 1991 | Melhor Vocalista (crítica)           | Renato Russo                             | 3º lugar         | [ 53 ] [ 54 ] |
| Prêmio Bizz            | 1991 | Melhor Letrista Nacional (leitores)  | 2º lugar                                 |                  | [ 53 ] [ 54 ] |
| Prêmio Bizz            | 1992 | Melhor Vocalista Nacional (crítica)  | Renato Russo                             | 10º/11º lugar    | [ 55 ] [ 56 ] |
| Prêmio Bizz            | 1992 | Melhor Vocalista Nacional (leitores) | Renato Russo                             | Venceu           | [ 55 ] [ 56 ] |
| Prêmio Bizz            | 1992 | Melhor Letrista Nacional (crítica)   | Renato Russo                             | 5º lugar         | [ 55 ] [ 56 ] |
| Prêmio Bizz            | 1992 | Melhor Letrista Nacional (leitores)  | Renato Russo                             | Venceu           | [ 55 ] [ 56 ] |
| Prêmio Bizz            | 1993 | Melhor Letrista Nacional (leitores)  | Renato Russo                             | 4º lugar         | [ 57 ]        |
| Prêmio Bizz            | 1993 | Melhor Música Nacional (crítica)     | "A Carta" = Erasmo Carlos e Renato Russo | 9º/10º/11º lugar | [ 57 ]        |
| Prêmio Bizz            | 1994 | Melhor Vocalista Nacional (leitores) | Renato Russo                             | Venceu           | [ 58 ]        |
| Prêmio Bizz            | 1994 | Melhor Vocalista Nacional (crítica)  | Renato Russo                             | 4º lugar         | [ 58 ]        |
| Prêmio Bizz            | 1994 | Melhor Letrista Nacional (leitores)  | Renato Russo                             | 2º lugar         | [ 58 ]        |
| Prêmio Bizz            | 1994 | Melhor Letrista Nacional (crítica)   | Renato Russo                             | 2º/3º lugar      | [ 58 ]        |
| Prêmio Bizz            | 1995 | Melhor Vocalista Nacional (leitores) | Renato Russo                             | Venceu           | [ 59 ]        |
| Prêmio Bizz            | 1995 | Melhor Vocalista Nacional (crítica)  | Renato Russo                             | 3º lugar         | [ 59 ]        |
| Prêmio Bizz            | 1995 | Melhor Letrista Nacional (leitores)  | Renato Russo                             | Venceu           | [ 59 ]        |
| Prêmio Bizz            | 1995 | Melhor Disco Nacional (leitores)     | The Stonewall Celebration Concert        | 3º lugar         | [ 59 ]        |

## Livros
Durante sua carreira, teve quatro livros publicados e, após sua morte, outros quatro livros foram lançados sobre ele, sendo um deles "Conversações com Renato Russo", que contém trechos de entrevistas mostrando o seu ponto de vista sobre o rock, a bissexualidade (incluindo a sua própria), o mundo, as drogas e a política. Do ponto de vista da análise técnica, isto é, da crítica literária e acadêmica, foi lançado o livro: "Depois do Fim — vida, amor e morte nas canções da Legião Urbana", de Angélica Castilho e Erica Schlude, ambas da UERJ. Vale ser citado como bibliografia referencial os livros "O Trovador Solitário" e "BRock — O rock brasileiro nos anos oitenta", ambos de Arthur Dapieve. Em junho de 2009, é lançada a biografia "Renato Russo: O filho da Revolução", do jornalista Carlos Marcelo Carvalho. A obra é contextualizada desde o período de infância de Renato, passando pela sua juventude — com acontecimentos histórico-políticos da época, com a opressão da Ditadura Militar como pano de fundo — e culminando com o seu amadurecimento como homem, poeta, artista e músico.
Em 2015, foi lançado o livro "Só Por Hoje e Para Sempre — Diário do Recomeço", de autoria de Renato Russo, pela Companhia das Letras. Entre abril e maio de 1993, Renato Russo passou vinte e nove dias internado numa clínica de reabilitação para dependentes químicos no Rio de Janeiro. Durante esse período, o músico seguiu com total dedicação os Doze Passos, programa criado pelos fundadores dos Alcoólicos Anônimos, que incluía um diário e outros exercícios de escrita. O título do livro, que também dá o nome para uma canção do álbum O Descobrimento do Brasil, é uma referência ao lema "Só Por Hoje", dos Narcóticos Anônimos, que Renato Russo conheceu enquanto esteve internado na Vila Serena para tratamento de dependência em álcool e drogas.
Em 2016, foi lançado um romance chamado "The 42nd St. Band — Romance de uma banda imaginária", também de autoria do Renato Russo, novamente pela Companhia das Letras. A obra, escrita originalmente em inglês, narra a trajetória de uma banda fictícia, que convivia com grandes músicos internacionais em uma Londres setentista. Há algumas semelhanças entre passagens da banda imaginária, "42nd St. Band", e a real, que conquistou o Brasil.
Em setembro de 2017, foi lançado o "Livro das Listas", que contém seleções de músicas, discos, atores, etc., consistindo em seleções pessoais do cantor.

## Homenagens
Em 2004, Renato Russo foi condecorado in memoriam com a Ordem do Mérito Cultural, em uma cerimônia realizada no Palácio do Planalto. A entrega da insígnia foi feita pelo presidente da República Luiz Inácio Lula da Silva e pelo Ministro da Cultura Gilberto Gil.
Em 2006, artistas de variados estilos fizeram uma homenagem ao ícone no CD Renato Russo — Uma Celebração. Já em 2013, trechos de suas composições mais famosas foram usadas durante os protestos que mobilizaram o país entre junho e julho, uma prova de que os conceitos que ajudou a criar se tornaram referência pelas novas gerações.
Em 2016, o filho Giuliano Manfredini organizou um novo tributo, intitulado Viva Renato Russo. O álbum conta com versões de músicas da Legião Urbana interpretadas por novas bandas do rock nacional, como Vespas Mandarinas, Selvagens à Procura de Lei, Far From Alaska, Molho Negro, entre outras.
Renato Russo foi homenageado pelo conjunto de sua obra e pela influência no cinema brasileiro na oitava edição do "LABRFF — Los Angeles Brazilian Film Festival", importante festival do cinema brasileiro fora do Brasil.
No dia 20 de julho de 2012, uma estátua foi inaugurada, na Ilha do Governador, Rio de Janeiro, bairro onde nasceu o músico, na Estrada do Galeão, altura do número 2 275, com a presença de amigos e familiares do artista. O monumento de bronze está instalado sobre um palco de granito de dois metros de diâmetro e é assinado pelo artista Ique Woitschach, sob encomenda da prefeitura. A peça pesa 250 quilos e tem 1,75 m.
Em 18 de fevereiro de 2017, Renato Russo foi homenageado no Museu da Imagem e do Som. Mais de mil itens da coleção particular do artista entraram em exposição.
Em 2019, Renato Russo foi homenageado pelos Correios com um selo especial, ilustrado por uma fotografia de Ricardo Junqueira. A imagem, captada durante um concerto em Brasília nos anos 1980, mostra o cantor em pleno palco, envolvido pela intensidade das luzes do espetáculo.
Em maio de 2024, Renato Russo foi homenageado na performance da música Live to Tell, da cantora estadunidense Madonna, no seu show de encerramento da Celebration Tour, em Copacabana. Sua imagem apareceu no telão, junto a de outros artistas que faleceram em decorrência das complicações do HIV.